# Могато, Мануэль
Мануэль Могато (англ. Manuel Mogato) — филиппинский репортёр, работавший для People’s Journal, Manila Times, Manila Chronicle и бюро Reuters в Маниле. В 2018 году Могато стал одним из лауреатов Пулитцеровской премии за работу, которая разоблачила жестокие убийства, скрывавшиеся за антинаркотической кампанией президента Филиппин Родриго Дутерте.

## Биография
Выпустившись из Школы массовых коммуникаций Университета города Манила в 1983 году, Могато начал свою журналистскую карьеру в качестве криминального, военного и политического репортёра местных газет. Например, он входил в редакцию городских новостей Metro Manila при партии «Движение нового общества», служил в People’s Journal, Manila Times, газете Manila Chronicle при правительстве президента Кори Акино, а также семь лет работал в японской газете Asahi Shimbun, освещая политику, безопасность и дипломатию. Около двух декад он писал для редакций об основных политических, культурных и исторических событиях региона. Он сообщал о падении режима диктатора Фердинанда Маркоса, ходе Жёлтой революции в 1986 году, свержении филиппинского лидера Джозефа Эстрады в 2001 году, президентской кампании Родриго Дутерте в 1992 году. Репортёр сообщал о стихийных бедствиях и гуманитарных кризисах, включая землетрясение в Лусоне 1990 года и извержение вулкана Пинатубо годом позднее.
В 2003 году Могато получил пост корреспондента политических и общих новостей Reuters в Маниле. В его фокус попадали общественно-политические темы, например, восстание маоистов и мусульман-сепаратистов в Юго-Восточной Азии. Он также сообщал о многочисленных неудавшихся переворотах в странах региона, локальных пандемиях, тайфуне Хайян в 2013 году. В качестве корреспондента американского издания он присутствовал на саммитах АТЭС и АСЕАН в разных столицах Юго-Восточной Азии. В дополнение к журналистской деятельности в 2011 году Могато начал преподавать основы журналистики и редакционного письма в Университете города Манила. В 2019 году он присоединился к PressONE.ph в качестве главного редактора.

## Награды и признание
Работа журналиста высоко оценена профессиональным сообществом: Обществом издателей Азии, Союзом католических новостей Азии, Клубом зарубежных корреспондентов и другими организациями. За время своей карьеры он был отмечен Наградой за репортаж о правах человека, стипендией Маршалла Маклюэна, двумя премиями некоммерческой организации Amnesty International. В 2017 году журналист участвовал в семинаре, организованном канадским Центром свободы и ответственности СМИ.
В 2018 году он вместе с американскими коллегами Клэр Болдуин и Эндрю Маршаллом выиграл Пулитцеровскую премию за международный репортаж. Жюри премии отметило их работу, которая разоблачила жестокие убийства в ходе кампании президента Филиппин Родриго Дутерте против наркотиков. Среди поздравивших Могато был бывший президент Фидель Рамос. Могато — седьмой филиппинец, выигравший награду, но только второй из них (после лауреата 1942 года Карлоса Ромуло), кто работал в Маниле.